# Парсонс, Джим
Джеймс Джо́зеф (Джим) Па́рсонс (англ. James Joseph «Jim» Parsons; род. 24 марта 1973, Хьюстон, Техас, США) — американский актёр театра, кино, телевидения и озвучивания.
Наиболее известен благодаря роли Шелдона Купера в комедийном сериале «Теория Большого взрыва». За эту роль Парсонс был удостоен множества наград, включая четыре прайм-тайм премии «Эмми» в категории «Лучший актёр в комедийном сериале» и премию «Золотой глобус» в категории «Лучшая мужская роль в сериале — комедия или мюзикл».
В кино Парсонс известен благодаря ролям в фильмах «Скрытые фигуры», «Такой ребёнок, как Джейк», «Парни в группе» и «Осторожно, спойлеры!». Ещё Джим озвучил бува О в мультфильме студии DreamWorks Animation «Дом».
В 2011 году Парсонс дебютировал на Бродвее c ролью Томми Ботрайта в пьесе «Обыкновенное сердце», за которую получил номинацию на премию «Драма Деск». Он вновь сыграл ту же роль в одноимённой экранизации пьесы и получил седьмую номинацию на премию «Эмми» — на этот раз в категории «Лучшая мужская роль второго плана в мини-сериале или фильме».

## Биография

### Ранние годы
Родился 24 марта 1973 года в Хьюстоне (штат Техас) в семье Милтона Джозефа Парсонса-младшего (6 февраля 1949 — 29 апреля 2001; погиб в автомобильной аварии) и Джуди Энн Парсонс (в девичестве Макнайт), учительницы. У Джима есть сестра, Джули Энн Парсонс, которая также является учительницей. Вырос будущий актёр в Спринге (это один из северных пригородов Хьюстона в Техасе).
Французский архитектор Луи-Франсуа Труар (1729—1804) является шестым прадедом Джима.

### Личная жизнь
В вышедшей 23 мая 2012 года статье в газете «The New York Times» было отмечено, что Парсонс гей и состоит в отношениях в течение последних десяти лет.
Его супруг — арт-директор Тодд Спивак, с которым он познакомился в 2002 году. Они сочетались браком 13 мая 2017 года в Нью-Йорке. Церемония проходила в Радужном Зале Рокфеллеровского центра по еврейским религиозным канонам под Хупой.
Сейчас Парсонс живёт в Нью-Йорке, неподалёку от Грамерси, а также имеет резиденцию в Лос-Анджелесе.

## Политическая позиция
В 2016 году Парсонс поддержал кандидата от Демократической партии Хиллари Клинтон во время президентских выборов в США.

## Фильмография

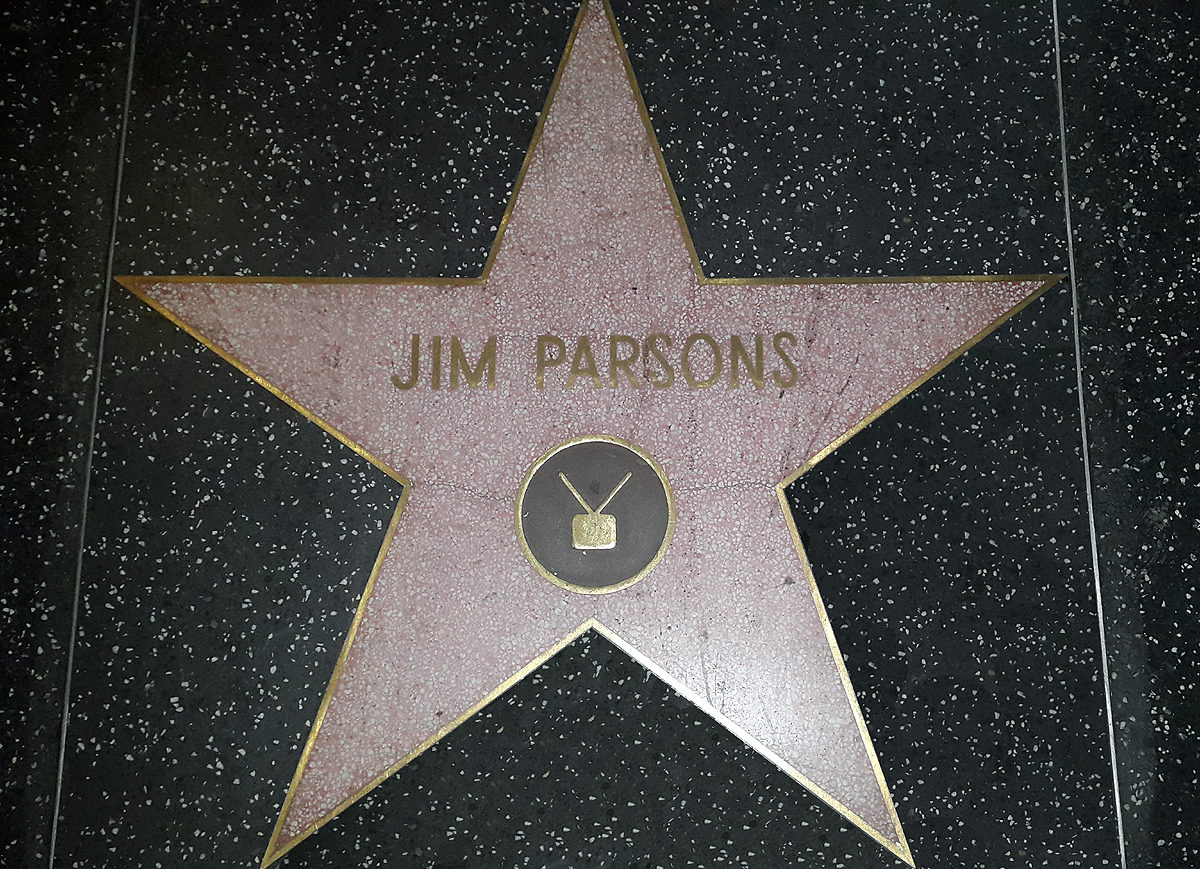
Звезда Джима Парсонса на Голливудской «Аллее славы»

| Год       |    | Русское название         | Оригинальное название                      | Роль                                |
| --------- | -- | ------------------------ | ------------------------------------------ | ----------------------------------- |
| 2002      | с  | Эд                       | Ed                                         | Чет                                 |
| 2003      | ф  | Счастливый конец         | Happy End                                  | ассистент                           |
| 2004      | ф  | Страна садов             | Garden State                               | Тим                                 |
| 2004—2005 | с  | Справедливая Эми         | Judging Amy                                | Роб Холбрук                         |
| 2005      | ф  | Высоты                   | Heights                                    | Оливер                              |
| 2005      | ф  | Великое новое чудо       | The Great New Wonderful                    | Джастин                             |
| 2006      | ф  | 10 шагов к успеху        | 10 Items or Less                           | регистратор в Строительной компании |
| 2006      | ф  | Школа негодяев           | School for Scoundrels                      | одноклассник                        |
| 2011      | с  | Эврика                   | Eureka                                     | Карл                                |
| 2007      | ф  | На дороге с Иудой        | On the Road with Judas                     | Джимми Пи                           |
| 2007      | ф  | Садовник Эдема           | Gardener of Eden                           | Спим / Spim                         |
| 2007—2019 | с  | Теория Большого взрыва   | The Big Bang Theory                        | Шелдон Ли Купер                     |
| 2009—2012 | мс | Гриффины                 | Family Guy                                 | Шелдон Ли Купер, гей-угонщик        |
| 2011      | мс | Отряд супергероев        | The Super Hero Squad Show                  | Кошмар                              |
| 2010      | мс | Гленн Мартин             | Glenn Martin DDS                           | Дрэйвен                             |
| 2010      | мс | Щенки из приюта № 17     | Pound Puppies                              | Милтон Фэлтуоддл                    |
| 2012      | мс | Сорвиголова Кик Бутовски | Kick Buttowski: Suburban Daredevil         | Ларри Уайлдер                       |
| 2011      | ф  | Большой год              | The Big Year                               | Крэйн                               |
| 2011      | ф  | Маппеты                  | The Muppets                                | Уолтер в человеческом обличии       |
| 2011      | ф  | Закат Истории            | Sunset Stories                             | Принц                               |
| 2011      | с  | АйКарли                  | ICarly                                     | Калеб / Caleb                       |
| 2014      | ф  | Хотел бы я быть здесь    | Wish I Was Here                            | Пол                                 |
| 2014      | тф | Обычное сердце           | The Normal Heart                           | Томми Ботрайт                       |
| 2014      | ф  | Видения                  | Visions                                    | доктор Мэтисон                      |
| 2015      | мф | Дом                      | Home                                       | О из расы бувов                     |
| 2016      | ф  | Скрытые фигуры           | Hidden Figures                             | Пол Стэффорд                        |
| 2017—2024 | с  | Детство Шелдона          | Young Sheldon                              | Шелдон Ли Купер                     |
| 2018      | ф  | Такой ребёнок, как Джейк | A Kid Like Jake                            | Грег Уилер                          |
| 2019      | ф  | Красивый, плохой, злой   | Extremely Wicked, Shockingly Evil and Vile | Ларри Симпсон                       |
| 2020      | с  | Голливуд                 | Hollywood                                  | Генри Уилсон / Henry Willson        |
| 2020      | ф  | Парни в группе           | The Boys in the Band                       | Майкл                               |
| 2021      | с  | Постановка               | Staged                                     | в роли самого себя                  |
| 2022      | ф  | Осторожно, спойлеры!     | Spoiler Alert                              | Майкл Осиелло                       |